# Kaveripattinam
Kaveripattinam là một thị xã panchayat của quận Dharmapuri thuộc bang Tamil Nadu, Ấn Độ.

## Nhân khẩu
Theo điều tra dân số năm 2001 của Ấn Độ, Kaveripattinam có dân số 14.417 người. Phái nam chiếm 50% tổng số dân và phái nữ chiếm 50%. Kaveripattinam có tỷ lệ 74% biết đọc biết viết, cao hơn tỷ lệ trung bình toàn quốc là 59,5%: tỷ lệ cho phái nam là 81%, và tỷ lệ cho phái nữ là 67%. Tại Kaveripattinam, 11% dân số nhỏ hơn 6 tuổi.